# Monticelli Terme
Monticelli Terme (Monzè in dialetto parmigiano) coi suoi 4 809 abitanti è la più grande e popolosa frazione del comune policentrico di Montechiarugolo, in provincia di Parma, ed è sede di una delle cinque consulte frazionali.
La località dista 2,83 km dal capoluogo.

## Geografia fisica

### Territorio
Monticelli Terme è situata ai margini dei primi rilievi collinari della pianura parmense, sulla sponda sinistra del torrente Enza; il grande centro moderno, anticamente conosciuto come Montepelato, sorge in posizione quasi pianeggiante, mentre il borgo medievale originario di Monticelli, con la chiesa e il castello scomparso alla fine del XV secolo, è collocato sulle alture a sud.

### Clima
Il clima di Monticelli Terme è tipicamente continentale. Per quanto riguarda le temperature, si passa dalle medie massime di 28,9 °C di luglio alle medie minime di -1,4 °C di gennaio. Per quanto riguarda la piovosità, in luglio cadono mediamente 45 mm di pioggia, mentre in novembre ne cadono 100 mm.

## Origini del nome
Originariamente la zona più a sud della località era chiamata Montepelato, in riferimento all'aridità del terreno. Il nome Monticelli è dovuto invece all'orografia del territorio, posto sui primi bassi rilievi collinari; in seguito alla scoperta nel sottosuolo di acque dalle proprietà salsobromoiodiche e sulfuree nel XX secolo, al toponimo fu aggiunto il sostantivo "Terme".

## Storia
I più antichi insediamenti umani nella zona sorsero durante l'età del bronzo, come testimoniato dalle tracce di un villaggio palafitticolo eretto dai Terramaricoli, rinvenuto nel 1871 dall'archeologo Luigi Pigorini nei pressi del centro moderno di Monticelli Terme.
In seguito gli Etruschi fondarono sugli antichi resti un nuovo insediamento, di cui si conservano alcuni oggetti lavorati in cotto ritrovati durante gli stessi scavi ottocenteschi.
L'area risultava abitata anche in epoca romana, come testimoniato dalla suddivisione del territorio che ancora ricalca in parte l'antica centuriazione e dai toponimi di alcune località di sicura origine latina.
In età medievale fu fondato un nuovo borgo più a sud dell'antico villaggio etrusco, nella fascia alta della zona; entro il X secolo vi fu edificata una piccola fortificazione difensiva, menzionata per la prima volta nel 980 nell'atto di conferma del suo possesso al vescovo di Parma Oberto e ai canonici del Capitolo della Cattedrale di Parma da parte dell'imperatore del Sacro Romano Impero Ottone II di Sassonia.
La località di Monticello fu poi nominata più volte in documenti notarili dell'XI secolo, tra cui un rogito del 1028 di vendita di numerose terre da parte di Ildegarda, moglie del longobardo Oddone.
Secondo un documento del 1114, la contessa Matilde di Canossa era proprietaria di alcune terre nel feudo, che continuò ad appartenere alla Diocesi di Parma fino alla metà del XII secolo; si impose allora l'autorità comunale di Parma, di cui Monticelli seguì le sorti: nel 1303 si instaurò al potere Giberto III da Correggio, poi scacciato nel 1316; nel 1335 si impossessò della città il signore di Verona Mastino II della Scala, ma nel 1341 la riconquistò Azzo da Correggio, che nel 1344 la alienò al marchese di Ferrara Obizzo III d'Este; quest'ultimo nel 1346 la rivendette infine al signore di Milano Luchino Visconti.
Nel 1402, dopo la morte di Gian Galeazzo Visconti, Ottobuono de' Terzi prese possesso di Parma, allontanandone i Rossi, che per reazione iniziarono a compiere una serie di scorrerie in tutto il Parmense; Monticelli fu depredata nel 1403 e nuovamente nel 1404. Nel 1406 il duca Giovanni Maria Visconti investì il condottiero Guido Torelli, alleato dei Terzi, del feudo di Montechiarugolo, comprendente anche le località di Monticelli, La Villa, Martorano, Marano, Tortiano, Basilicagoiano, Pecorile e Lesignano.
Nel 1428 il duca Filippo Maria Visconti elevò al rango di contea il feudo, investendone ufficialmente Guido Torelli e i suoi discendenti.
Nel 1482, durante la guerra dei Rossi, Giacomo de' Rossi, dopo aver riconquistato il castello di Basilicanova, attaccò il maniero di Monticelli e ne prese possesso per conto della repubblica di Venezia, ma al termine del conflitto la zona ritornò nelle mani dei Torelli.
Nel 1500, dopo la conquista del ducato di Milano da parte dei Francesi, il re Luigi XII, con l'intento di punire il conte Cristoforo II Torelli per l'appoggio dato al Ludovico il Moro, saccheggiò il territorio di Monticelli e si impossessò del feudo di Montechiarugolo; quattro anni dopo Francesco, fratello di Cristoforo, riacquistò la contea.
Nel 1612 il conte Pio Torelli fu accusato, insieme alla contessa Barbara Sanseverino, al conte Orazio Simonetta, al marchese Girolamo Sanvitale, al conte Alfonso II Sanvitale, al conte Gian Battista Masi, alla marchesa Agnese Argotta e a molti altri nobili del Parmense, di aver preso parte alla presunta congiura ai danni del duca Ranuccio I Farnese, che ne ottenne la condanna a morte e la confisca di tutti i beni; il feudo di Montechiarugolo fu definitivamente assorbito dalla Camera Ducale di Parma.
Nel 1806, dopo l'annessione del ducato di Parma e Piacenza all'Impero francese, Monticelli fu inglobata nel costituendo Comune di Montechiarugolo.
Nel 1924, durante lo scavo di un pozzo per scopi irrigui, Italo Borrini, proprietario di vasti terreni nella zona di Montepelato, per caso scoprì una fonte di acqua molto salata e, dopo aver ottenuto la concessione, fondò immediatamente un provvisorio stabilimento termale, cui seguì nel 1927 la costruzione delle Terme Borrini; furono scavati altri pozzi che consentirono il prelievo di due distinte acque dalle proprietà salsobromoiodiche e sulfuree e l'estrazione di gas metano.
Il 18 aprile 1944, durante la seconda guerra mondiale, un plotone di militi fascisti fucilò lungo il muro di cinta del cimitero di Monticelli i partigiani Afro Fornia, Anteo Donati e Salvatore Carrozza, che erano stati catturati insieme al resto del Distaccamento Griffith qualche giorno prima sull'Appennino parmense da soldati tedeschi e condannati a morte dal tribunale di Parma.
A partire dal secondo dopoguerra il paese, rinominato Monticelli Terme, si sviluppò notevolmente attorno allo stabilimento termale, che, con l'apertura di alcuni alberghi e la costruzione del grande parco, consentì una forte ripresa economica a tutta la zona.

### Stemma
Lo stemma della frazione è costituito da uno scudo con croce bianca in campo rosso, sormontata da corona feudale e un incrocio d'ulivo sotto lo stemma.

## Monumenti e luoghi d'interesse

### Chiesa di San Donnino

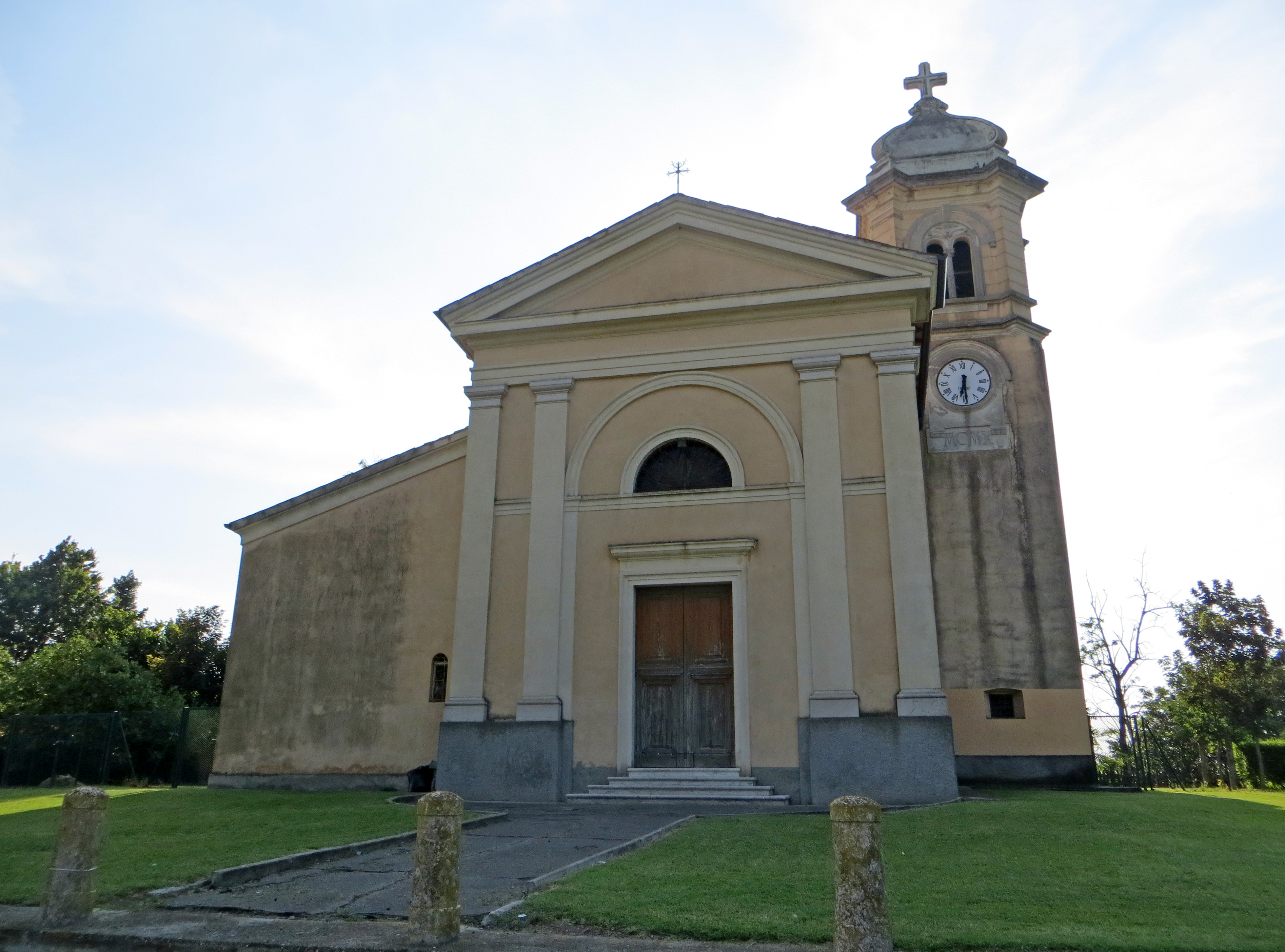
Chiesa di San Donnino

Menzionata per la prima volta nel 1230, la chiesa originaria romanica fu riedificata agli inizi del XVI secolo ed elevata al rango di parrocchia nel 1564; ricostruita nuovamente in stile neoclassico nel 1765, fu ampliata nel 1830 e completata con la facciata nel 1878 e il campanile nel 1910; il luogo di culto conserva al suo interno numerose opere di pregio, tra cui la pala d'altare settecentesca attribuita a Ilario Spolverini, un olio cinquecentesco eseguito da Giovanni Battista Bertucci il Giovane, altri dipinti e arredi antichi e un piccolo organo costruito nei primi anni del XVIII secolo.

### Oratorio di San Giulio

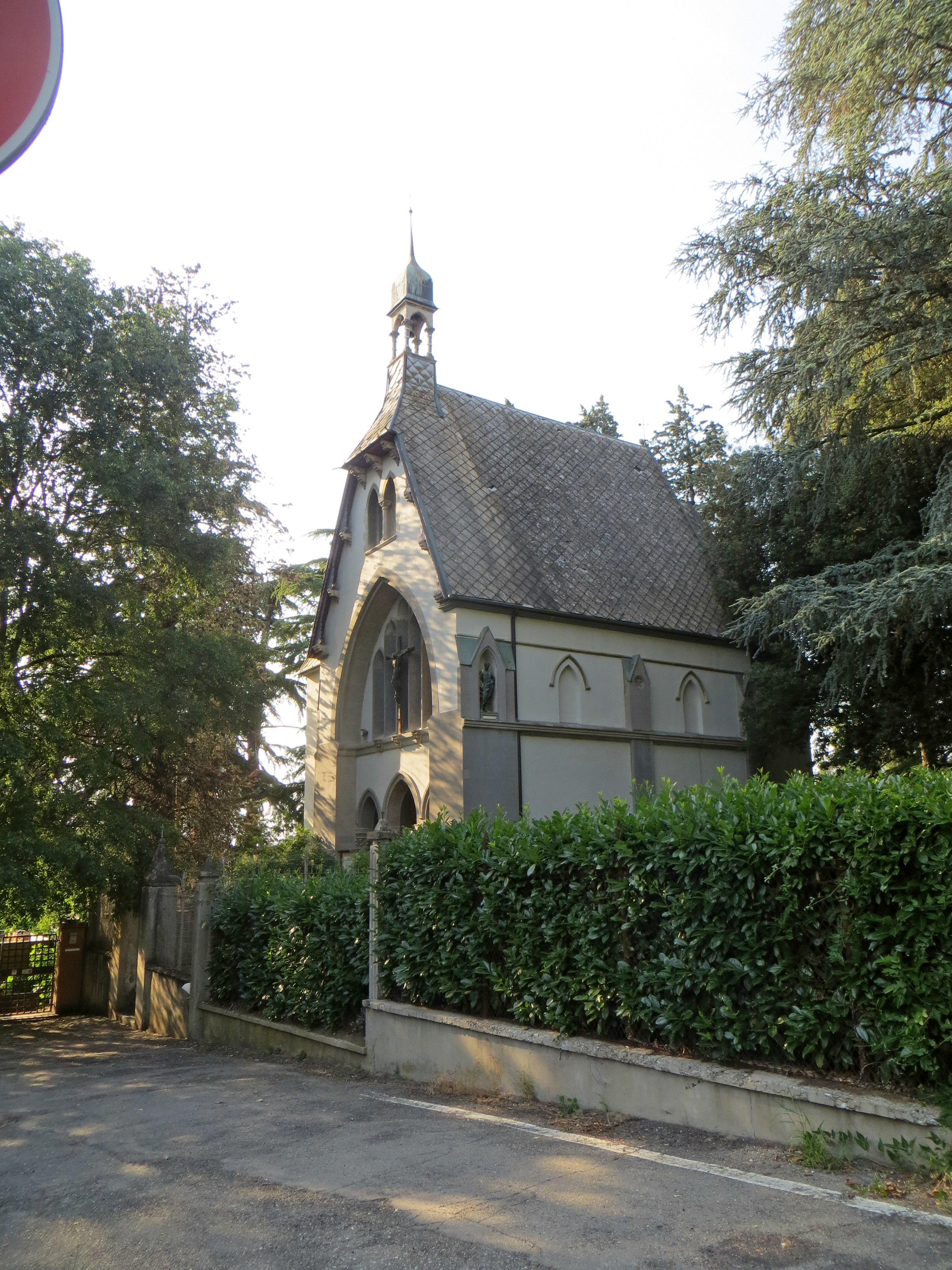
Oratorio di San Giulio

Edificato in stile neogotico nel 1950 all'interno del parco termale, l'oratorio fu finanziato da Italo Borrini per onorare il figlio Achille, che morì eroicamente nel 1927 in un tragico incidente causato dall'esplosione di un pozzo di metano; l'edificio ospita al suo interno due sculture in bronzo raffiguranti il Crocifisso e San Giulio, realizzate da Pietro Cornerini.

### Oratorio di San Matteo
Costruito nel 1645 per volere del sacerdote Matteo Ghisoni per celebrare un'apparizione della Madonna, l'oratorio barocco sorge in località Monte. L'edificio presenta una simmetrica facciata a capanna, delimitata da due lesene e coronata da un frontone triangolare; al centro si apre il portale d'ingresso, sormontato da un oculo polilobato.

### Oratorio della Madonna delle Grazie
Costruito nei pressi dell'oratorio di San Matteo nella prima metà del XIX secolo per onorare una seconda apparizione della Madonna, l'oratorio neoclassico, finanziato dalla famiglia Mariotti, fu benedetto il 7 agosto 1835. L'edificio presenta una simmetrica facciata a capanna, delimitata da due lesene doriche in mattoni, a sostegno del frontone triangolare di coronamento; al centro si apre l'ampio portale d'ingresso, sormontato da una finestra a lunetta.

### Castello
Menzionato per la prima volta nel 980 quale dipendenza della Diocesi di Parma, il castello seguì fino agli inizi del XV secolo le sorti della città di Parma, contesa a partire dal XIV secolo da numerose famiglie, tra le quali i da Correggio, i Rossi, i della Scala, gli Este e i Visconti; razziato tra il 1403 e il 1404 dai Rossi, fu assegnato nel 1406 a Guido Torelli unitamente al feudo di Montechiarugolo; conquistato per breve tempo nel 1482 da Giacomo de' Rossi, se ne perse in seguito ogni traccia; sulle sue rovine fu probabilmente edificata la villa Mariotti-Micheli, che conserva al suo interno un disegno a carboncino del poeta Francesco Petrarca, ospite nel 1341 di Azzo da Correggio nel maniero.

### Terme Borrini

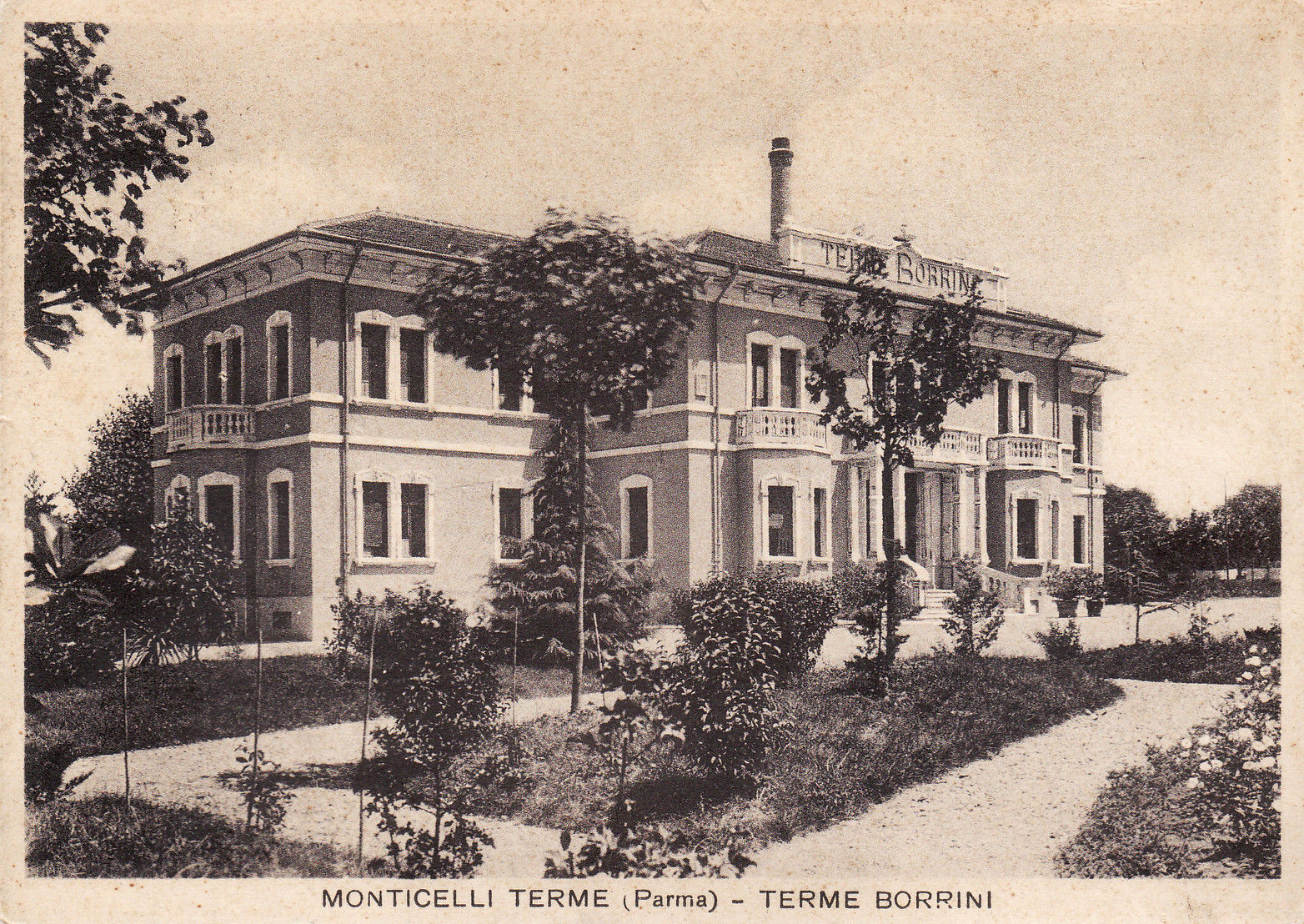
Le Terme Borrini intorno al 1930

Edificate in stile liberty tra il 1926 e il 1927 per volere di Italo Borrini, le Terme furono negli anni seguenti circondate da un parco di 25 ettari ricco di piante, all'interno del quale furono costruiti, accanto alla villa di famiglia, alcuni alberghi e l'oratorio di San Giulio; dei 16 pozzi scavati, ne rimangono attivi 7, di cui utilizzati 2, dai quali scaturiscono altrettanti differenti tipi di acque: salsobromoiodiche e sulfuree.

### Villa Mariotti-Micheli
Edificata sui resti del castello distrutto nel XV secolo, la villa fu presumibilmente ampliata agli inizi del XIX secolo da Cristoforo Mariotti, che probabilmente la ereditò dal prozio Giovanni, nominato priore di Monticelli nella seconda metà del XVIII secolo; ristrutturata nel 1830 in stile neoclassico dal figlio Giuseppe, passò in seguito al nipote Giovanni, che nel 1935 la trasmise al fratello Pio; ereditata nel 1942 dal nipote Giuseppe Micheli, passò dopo la sua morte nel 1948 alla moglie Lucia Basetti, indi alla nipote Maria Giovanna Cucchiari e alle figlie Paola e Cecilia Vannucchi. L'edificio, sviluppato su una pianta a T, si eleva su due livelli principali fuori terra, oltre al sottotetto; la facciata presenta nel mezzo l'ampio portale d'ingresso ad arco a tutto sesto, affiancato da due basamenti sovrastati da busti e sormontato dal balcone del primo piano con ringhiera in ghisa; ai lati si aprono quattro finestre per parte, mentre all'estremità ovest si allunga una piccola ala a un unico livello, sormontata da una terrazza; sul retro il prospetto presenta un massiccio avancorpo centrale, al cui centro è collocato il portale d'accesso, coronato da un balconcino. All'interno si apre l'androne centrale passante, che, coperto da una volta, immette nella scala e, attraverso porte ottocentesche con vetri policromi, negli ambienti di rappresentanza, tra cui il salone decorato con stucchi e la sala da pranzo affrescata con finti drappeggi; una delle sale conserva un disegno a carboncino del poeta Francesco Petrarca risalente all'incirca al 1340; al piano inferiore si trovano le enormi cantine, che, unica testimonianza esistente dell'antico castello, proseguono sotto il cortile. L'ampio spazio antistante, diviso dalla strada con un muro di cinta, è ornato con quattro obelischi; sul retro si estende il parco, piantumato con alberi d'alto fusto e decorato con cinque statue cinquecentesche in arenaria.

### Villa Mariotti
Costruita nei primi anni del XIX secolo probabilmente per volere della famiglia Crispo in prossimità della Villa Mariotti-Micheli, la struttura fu acquistata alcuni anni dopo da Gaetano Mariotti, figlio di Cristoforo; ereditata dal figlio Stefano e successivamente dal nipote Gino, in seguito alla sua morte nel 1917 fu alienata ad Amedeo Gatti, che la trasmise ai figli Remo e Lanfranco. L'edificio, sviluppato su una pianta rettangolare, si eleva su due livelli principali fuori terra, oltre al sottotetto; all'interno si accede al salone centrale, coperto da una volta. Il parco si estende intorno alla villa e accoglie alcune antiche statue.

### Villa Sant'Anna
Edificata originariamente nella seconda metà del XVII secolo quale casino al centro della vasta tenuta delle Salde per volere della famiglia Tonani, la villa fu acquistata agli inizi del secolo successivo dal nobile Giovanni Musi; ereditata dapprima dal figlio Lorenzo, poi dal nipote Giovanni e infine dal bisnipote Filippo, passò nel 1815 all'ultima discendente Fosca, moglie del barone Emilio Mistrali, a sua volta figlio del ministro ducale Vincenzo; restaurata, decorata e ampliata intorno al 1850 con la costruzione del corpo a nord, passò nel 1877 al figlio Attilio, che risistemò completamente il parco; alienata nel 1915 ad Augusto Ghidini, fu successivamente ereditata dalle due figlie Olga e Adele, che la rivendettero a Giovanni Lusignani, mantenendo la proprietà della tenuta circostante; alla morte di Lusignani, fu acquistata dalla famiglia Leoni. L'edificio, sviluppato su una pianta a U con due fabbricati rettangolari uguali collegati tra loro dal piccolo corpo centrale, si eleva su due livelli principali fuori terra, oltre al sottotetto; la simmetrica facciata, rivestita in laterizi, presenta nel mezzo l'ampio portale d'ingresso, delimitato da due lesene; in sommità si erge nel mezzo un campanile a vela, con un orologio. All'interno si accede all'androne di forma ellittica, coperto da una cupola ornata con affreschi. Intorno si sviluppa il parco, in cui anticamente sorgeva un laghetto; a sud della villa si erge l'oratorio di Sant'Anna delle Salde, costruito probabilmente verso il 1672 e sistemato prima del 1727; accanto al tempietto si innalza un platano ottocentesco.

## Infrastrutture e trasporti
Posto lungo la strada provinciale 53, fra il 1901 e il 1934 Monticelli Terme era servito da una fermata sulla diramazione per Montecchio della tranvia a vapore Parma-Traversetolo, che percorreva la provinciale 18.
Il collegamento pubblico con Parma è da allora svolto mediante autoservizi gestiti dalla TEP.

## Amministrazione

### Gemellaggi
Monticelli Terme è gemellata con:
- Isola